# Бекметов, Мухаммед-Максут Хамидоллаулы
Мухаммед-Максут Хамидоллаулы Бекметов (1883, Каркаралинский уезд, Семипалатинская область — 1912, Оренбург) — казахский общественный деятель, публицист.
Учился в городах Каркаралинск и Омск. С 1900 года чиновник почтово-телеграфной конторы в Омске. В 1906 году арестован и сослан на каторгу за участие во всеобщей забастовке работников почтово-телеграфной службы. Автор социально-политических, культурно-познавательных статей. Во второй раз сослан в ссылку в Оренбург. В 1909 году в газете «Речь» (Петербург) выступил с требованием об освобождении А. Байтурсынова из Семипалатинской тюрьмы. В этом же году вышел сборник Бекметова «Қазақ өлендерi» (« Казахские стихотворения», Казань).

## Сочинения
- Киргизский поэт. Оренбургский край. 1909, № 394,